# Ђорић
Презиме Ђорић води порекло из Ужичке Црне Горе из Пиве. Они су потомци ускока из Горње Мораче (Црна Гора). Каснијих векова су населили јужне крајеве Србије, нишки) и јабланички округ, као и у приморским крајевима Црне Горе, Будва, Котор, Херцег Нови. У планинским пределима Црне Горе ранијих векова, презиме Ђорић појављује се у Дробњацима (подручје Никшића). 

## Познате личности
- Милован Ђорић
- Дејан Ђорић